# Champlan
Champlan és un municipi francès, situat al departament de l'Essonne i a la regió de Illa de França. L'any 2007 tenia 2.444 habitants.
Forma part del cantó de Longjumeau i del districte de Palaiseau. I des del 2016 de la Comunitat d'aglomeració París-Saclay.

## Demografia

### Població
El 2007 la població de fet de Champlan era de 2.444 persones. Hi havia 884 famílies, de les quals 220 eren unipersonals (96 homes vivint sols i 124 dones vivint soles), 240 parelles sense fills, 348 parelles amb fills i 76 famílies monoparentals amb fills.
La població ha evolucionat segons el següent gràfic:
Habitants censats

### Habitatges
El 2007 hi havia 990 habitatges, 910 eren l'habitatge principal de la família, 24 eren segones residències i 56 estaven desocupats. 759 eren cases i 226 eren apartaments. Dels 910 habitatges principals, 624 estaven ocupats pels seus propietaris, 254 estaven llogats i ocupats pels llogaters i 32 estaven cedits a títol gratuït; 41 tenien una cambra, 82 en tenien dues, 196 en tenien tres, 248 en tenien quatre i 343 en tenien cinc o més. 622 habitatges disposaven pel capbaix d'una plaça de pàrquing. A 434 habitatges hi havia un automòbil i a 364 n'hi havia dos o més.

### Piràmide de població
La piràmide de població per edats i sexe el 2009 era:
| Homes | Edats   | Dones |
| ----- | ------- | ----- |
| 0     | 95 o +  | 8     |
| 12    | 90 a 94 | 12    |
| 8     | 85 a 89 | 12    |
| 8     | 80 a 84 | 12    |
| 24    | 75 a 79 | 32    |
| 32    | 70 a 74 | 44    |
| 40    | 65 a 69 | 48    |
| 60    | 60 a 64 | 60    |
| 56    | 55 a 59 | 52    |
| 56    | 50 a 54 | 64    |
| 108   | 45 a 49 | 88    |
| 100   | 40 a 44 | 108   |
| 92    | 35 a 39 | 116   |
| 104   | 30 a 34 | 80    |
| 80    | 25 a 29 | 84    |
| 100   | 20 a 24 | 104   |
| 88    | 15 a 19 | 108   |
| 60    | 10 a 14 | 44    |
| 104   | 5 a 9   | 72    |
| 88    | 0 a 4   | 52    |

## Economia
El 2007 la població en edat de treballar era de 1.674 persones, 1.241 eren actives i 433 eren inactives. De les 1.241 persones actives 1.162 estaven ocupades (606 homes i 556 dones) i 79 estaven aturades (39 homes i 40 dones). De les 433 persones inactives 126 estaven jubilades, 182 estaven estudiant i 125 estaven classificades com a «altres inactius».

### Ingressos
El 2009 a Champlan hi havia 933 unitats fiscals que integraven 2.492 persones, la mediana anual d'ingressos fiscals per persona era de 22.228 €.

### Activitats econòmiques
Dels 327 establiments que hi havia el 2007, 1 era d'una empresa extractiva, 3 d'empreses alimentàries, 13 d'empreses de fabricació de material elèctric, 1 d'una empresa de fabricació d'elements pel transport, 22 d'empreses de fabricació d'altres productes industrials, 63 d'empreses de construcció, 82 d'empreses de comerç i reparació d'automòbils, 14 d'empreses de transport, 2 d'empreses d'hostatgeria i restauració, 14 d'empreses d'informació i comunicació, 21 d'empreses financeres, 13 d'empreses immobiliàries, 63 d'empreses de serveis, 8 d'entitats de l'administració pública i 7 d'empreses classificades com a «altres activitats de serveis».
Dels 73 establiments de servei als particulars que hi havia el 2009, 14 eren tallers de reparació d'automòbils i de material agrícola, 9 paletes, 4 guixaires pintors, 8 fusteries, 11 lampisteries, 10 electricistes, 13 empreses de construcció, 1 perruqueria, 1 restaurant, 1 agència immobiliària i 1 saló de bellesa.
Dels 8 establiments comercials que hi havia el 2009, 1 era una botiga de menys de 120 m², 2 carnisseries, 1 una peixateria, 1 una botiga de roba, 2 botigues de mobles i 1 una joieria.
L'any 2000 a Champlan hi havia 8 explotacions agrícoles que ocupaven un total de 168 hectàrees.

## Equipaments sanitaris i escolars
L'únic equipament sanitari que hi havia el 2009 era una farmàcia.
El 2009 hi havia 1 escola maternal i 1 escola elemental.

## Poblacions més properes
El següent diagrama mostra les poblacions més properes.